# Berneuil (Charente Marítim)
Berneuil és un municipi francès situat al departament del Charente Marítim i a la regió de la Nova Aquitània. L'any 2007 tenia 969 habitants.

## Demografia

### Població
El 2007 la població de fet de Berneuil era de 969 persones. Hi havia 356 famílies de les quals 76 eren unipersonals (40 homes vivint sols i 36 dones vivint soles), 113 parelles sense fills, 138 parelles amb fills i 29 famílies monoparentals amb fills.
La població ha evolucionat segons el següent gràfic:
Habitants censats

### Habitatges
El 2007 hi havia 438 habitatges, 382 eren l'habitatge principal de la família, 20 eren segones residències i 35 estaven desocupats. 410 eren cases i 26 eren apartaments. Dels 382 habitatges principals, 285 estaven ocupats pels seus propietaris, 80 estaven llogats i ocupats pels llogaters i 17 estaven cedits a títol gratuït; 2 tenien una cambra, 12 en tenien dues, 48 en tenien tres, 115 en tenien quatre i 205 en tenien cinc o més. 347 habitatges disposaven pel capbaix d'una plaça de pàrquing. A 149 habitatges hi havia un automòbil i a 217 n'hi havia dos o més.

### Piràmide de població
La piràmide de població per edats i sexe el 2009 era:
| Homes | Edats   | Dones |
| ----- | ------- | ----- |
| 0     | 95 o +  | 4     |
| 0     | 90 a 94 | 24    |
| 8     | 85 a 89 | 4     |
| 4     | 80 a 84 | 4     |
| 20    | 75 a 79 | 16    |
| 16    | 70 a 74 | 20    |
| 12    | 65 a 69 | 20    |
| 20    | 60 a 64 | 12    |
| 20    | 55 a 59 | 4     |
| 16    | 50 a 54 | 28    |
| 36    | 45 a 49 | 12    |
| 28    | 40 a 44 | 40    |
| 24    | 35 a 39 | 32    |
| 64    | 30 a 34 | 48    |
| 36    | 25 a 29 | 12    |
| 20    | 20 a 24 | 24    |
| 4     | 15 a 19 | 40    |
| 32    | 10 a 14 | 16    |
| 24    | 5 a 9   | 36    |
| 32    | 0 a 4   | 32    |

## Economia
El 2007 la població en edat de treballar era de 637 persones, 490 eren actives i 147 eren inactives. De les 490 persones actives 434 estaven ocupades (222 homes i 212 dones) i 56 estaven aturades (29 homes i 27 dones). De les 147 persones inactives 64 estaven jubilades, 39 estaven estudiant i 44 estaven classificades com a «altres inactius».

### Ingressos
El 2009 a Berneuil hi havia 422 unitats fiscals que integraven 1.082,5 persones, la mediana anual d'ingressos fiscals per persona era de 15.613 €.

### Activitats econòmiques
Dels 30 establiments que hi havia el 2007, 9 eren d'empreses de construcció, 7 d'empreses de comerç i reparació d'automòbils, 2 d'empreses d'hostatgeria i restauració, 1 d'una empresa immobiliària, 3 d'empreses de serveis, 4 d'entitats de l'administració pública i 4 d'empreses classificades com a «altres activitats de serveis».
Dels 9 establiments de servei als particulars que hi havia el 2009, 1 era un paleta, 2 guixaires pintors, 3 fusteries, 2 lampisteries i 1 perruqueria.
Dels 2 establiments comercials que hi havia el 2009, 1 era una botiga de menys de 120 m² i 1 una floristeria.
L'any 2000 a Berneuil hi havia 31 explotacions agrícoles que ocupaven un total de 1.974 hectàrees.

## Equipaments sanitaris i escolars
El 2009 hi havia una escola elemental integrada dins d'un grup escolar amb les comunes properes formant una escola dispersa.

## Poblacions més properes
El següent diagrama mostra les poblacions més properes.